# Conus delanoyae
Espèce
Synonymes
- Conus swinneni (Tenorio, Afonso, Cunha & Rolán, 2014)

Statut de conservation UICN

 LC  : Préoccupation mineure
Conus delanoyae est une espèce venimeuse de mollusques gastéropodes marins de la famille des Conidae. Elle est endémique du Cap Vert et notamment des abords de l'île Boa Vista.

## Systématique
L'espèce Conus delanoyae a été initialement décrite en 1979 par le malacologiste portugais Trovão (d) (1923-2001) sous le protonyme de Conus (Lautoconus) delanoyae.

## Synonymes
- Africonus delanoyae (Trovão, 1979)[2]
- Africonus joserochoi T. Cossignani, 2014[2]
- Africonus luquei (Rolán & Trovão, 1990)[2]
- Africonus swinneni Tenorio, Afonso, Cunha & Rolán, 2014[2]
- Conus (Lautoconus) delanoyae Trovão, 1979[2]
- Conus (Lautoconus) joserochoi (T. Cossignani, 2014)[2]
- Conus (Lautoconus) luquei Rolán & Trovão, 1990[2]
- Conus (Lautoconus) swinneni (Tenorio, Afonso, Cunha & Rolán, 2014)[2]
- Conus delanoyi Trovão, 1979[2]
- Conus joserochoi (T. Cossignani, 2014)[2]
- Conus luquei Rolán & Trovão, 1990[2]
- Conus swinneni (Tenorio, Afonso, Cunha & Rolán, 2014)[2]

## Description
- Taille : 15,5 à 22,5 cm.